# ナリタタイセイ
ナリタタイセイ（欧字名:Narita Taisei、1989年3月20日 - 不明）は、日本の競走馬。主な勝ち鞍に1992年のNHK杯。
全妹に、1996年の桜花賞を制したファイトガリバーがいる。

## 経歴
1991年11月10日、京都競馬場第5競走の3歳新馬戦で、松永幹夫を鞍上にデビューし、1番人気に応え2着に4馬身差の圧勝で新馬勝ちを収める。続く500万下条件は2着、村本善之に乗り替わって臨んださざんか賞（500万下）では3着となり、3歳シーズンを終えた。
年が明けた1992年の若菜賞（500万下）、若駒ステークス（OP）は武豊を鞍上に出走。両レースを勝ち2連勝で若葉ステークス（OP）へ、今度は南井克巳に乗り替わって出走。ここではセキテイリュウオーの3着となり、この勢いのまま翌月の皐月賞へ挑んだ。当日は4番人気に支持され、レースでは逃げるミホノブルボンを最後の直線で内から割って出てきて捉えようとするも、追い付くことはできず、2馬身1/2差の2着となった。
皐月賞後はダービートライアルのNHK杯に出走。ここでは1番人気に支持され、レースでも直線で抜け出し、後続馬を寄せ付けない走りで2着マチカネタンホイザに1馬身以上付けて快勝した。しかし、本番の東京優駿で2番人気を裏切り7着に敗れると、その後は精彩を欠き、10頭立てで行われた京都新聞杯では9着のキョウエイボーガンに大差のシンガリ負けを喫し、さらに1年間の休養を余儀なくされた。復帰レースとなった1993年11月28日の中京競馬場開設40周年記念シリウスステークスでも14着と惨敗し、このレースを最後に現役を退いた。引退後の消息は分かっていない。

## 競走成績
以下の内容は、netkeiba.comおよびJBISサーチに基づく。
| 競走日     | 競馬場 | 競走名     | 格      | 距離（馬場）  | 頭 数 | 枠 番 | 馬 番 | オッズ （人気） | 着順 | タイム （上り） | 着差 | 騎手      | 斤量 [kg] | 1着馬（2着馬）         | 馬体重 [kg] |
| ---------- | ------ | ---------- | ------- | ------------- | ----- | ----- | ----- | --------------- | ---- | --------------- | ---- | --------- | --------- | ---------------------- | ----------- |
| 1991.11.10 | 京都   | 3歳新馬    |         | 芝1600m（良） | 13    | 8     | 13    | 002.40（1人）   | 01着 | R1:39.9（50.7） | -0.7 | 0松永幹夫 | 54        | （イブキコンチエルト） | 498         |
| 0000.12.08 | 阪神   | 3歳500万下 |         | 芝1400m（良） | 13    | 4     | 4     | 004.10（2人）   | 02着 | R1:24.7（49.1） | -0.1 | 0松永幹夫 | 54        | チアズホープ           | 502         |
| 0000.12.22 | 阪神   | さざんか賞 | 500万下 | ダ1400m（良） | 16    | 5     | 10    | 005.10（2人）   | 03着 | R1:27.9（52.1） | -0.8 | 0村本善之 | 54        | シンボリシンホニー     | 496         |
| 1992.01.12 | 京都   | 若菜賞     | 500万下 | 芝1400m（良） | 16    | 1     | 1     | 002.80（1人）   | 01着 | R1:23.1（47.2） | -0.0 | 0武豊     | 55        | （カシノエタニティ）   | 492         |
| 0000.01.25 | 京都   | 若駒S      | OP      | 芝2000m（良） | 9     | 1     | 1     | 001.80（1人）   | 01着 | R2:04.2（47.5） | -0.2 | 0武豊     | 55        | （エイシンテネシー）   | 490         |
| 0000.03.22 | 中山   | 若葉S      | OP      | 芝2000m（重） | 9     | 8     | 9     | 004.60（3人）   | 03着 | R2:06.0（39.3） | -0.9 | 0南井克巳 | 56        | セキテイリュウオー     | 492         |
| 0000.04.19 | 中山   | 皐月賞     | GI      | 芝2000m（良） | 17    | 3     | 5     | 017.10（4人）   | 02着 | R2:01.8（37.0） | -0.4 | 0南井克巳 | 57        | ミホノブルボン         | 492         |
| 0000.05.10 | 東京   | NHK杯      | GII     | 芝2000m（重） | 16    | 7     | 13    | 002.20（1人）   | 01着 | R2:02.8（36.0） | -0.2 | 0南井克巳 | 56        | （マチカネタンホイザ） | 492         |
| 0000.05.31 | 東京   | 東京優駿   | GI      | 芝2400m（稍） | 18    | 4     | 8     | 006.00（2人）   | 07着 | R2:30.1（38.8） | -2.3 | 0南井克巳 | 57        | ミホノブルボン         | 496         |
| 0000.10.18 | 京都   | 京都新聞杯 | GII     | 芝2200m（良） | 10    | 2     | 2     | 025.90（5人）   | 10着 | R2:17.0（52.3） | -5.0 | 0南井克巳 | 57        | ミホノブルボン         | 498         |
| 1993.11.28 | 中京   | シリウスS  | OP      | 芝1200m（良） | 16    | 5     | 9     | 023.3（11人）   | 14着 | R1:10.5（36.4） | -1.9 | 0田島裕和 | 58        | ユウキトップラン       | 498         |

## 血統表
| ナリタタイセイの血統            | ナリタタイセイの血統                                  | ナリタタイセイの血統                                  | （血統表の出典）                                      | （血統表の出典）    |
| 父系                            | ノーザンテースト系                                    | ノーザンテースト系                                    | ノーザンテースト系                                    | [ § 2 ]             |
| 父 ダイナガリバー 1983 鹿毛     | 父の父*ノーザンテースト Northern Taste 1971 栗毛      | Northern Dancer                                       | Nearctic                                              | Nearctic            |
| 父 ダイナガリバー 1983 鹿毛     | 父の父*ノーザンテースト Northern Taste 1971 栗毛      | Northern Dancer                                       | Natalma                                               |                     |
| 父 ダイナガリバー 1983 鹿毛     | 父の父*ノーザンテースト Northern Taste 1971 栗毛      | Lady Victoria                                         | Victoria Park                                         | Victoria Park       |
| 父 ダイナガリバー 1983 鹿毛     | 父の父*ノーザンテースト Northern Taste 1971 栗毛      | Lady Victoria                                         | Lady Angela                                           |                     |
| 父 ダイナガリバー 1983 鹿毛     | 父の母ユアースポート 1972 鹿毛                        | *バウンティアス                                       | Rockefella                                            | Rockefella          |
| 父 ダイナガリバー 1983 鹿毛     | 父の母ユアースポート 1972 鹿毛                        | *バウンティアス                                       | Marie Elizabeth                                       |                     |
| 父 ダイナガリバー 1983 鹿毛     | 父の母ユアースポート 1972 鹿毛                        | ファインサラ                                          | Correlation                                           | Correlation         |
| 父 ダイナガリバー 1983 鹿毛     | 父の母ユアースポート 1972 鹿毛                        | ファインサラ                                          | *レディスラー                                         |                     |
| 母 ビューティマリヤ 1980 黒鹿毛 | 母の父*トライバルチーフ Tribal Chief 1967 黒鹿毛      | Princely Gift                                         | Nasrullah                                             | Nasrullah           |
| 母 ビューティマリヤ 1980 黒鹿毛 | 母の父*トライバルチーフ Tribal Chief 1967 黒鹿毛      | Princely Gift                                         | Blue Gem                                              |                     |
| 母 ビューティマリヤ 1980 黒鹿毛 | 母の父*トライバルチーフ Tribal Chief 1967 黒鹿毛      | Mwanza                                                | Petition                                              | Petition            |
| 母 ビューティマリヤ 1980 黒鹿毛 | 母の父*トライバルチーフ Tribal Chief 1967 黒鹿毛      | Mwanza                                                | Lake Tanganyika                                       |                     |
| 母 ビューティマリヤ 1980 黒鹿毛 | 母の母チュウオーマリヤ 1971 黒鹿毛                    | *ファラモンド                                         | Sicambre                                              | Sicambre            |
| 母 ビューティマリヤ 1980 黒鹿毛 | 母の母チュウオーマリヤ 1971 黒鹿毛                    | *ファラモンド                                         | Rain                                                  |                     |
| 母 ビューティマリヤ 1980 黒鹿毛 | 母の母チュウオーマリヤ 1971 黒鹿毛                    | アシヤケイコ                                          | *ライジングフレーム                                   | *ライジングフレーム |
| 母 ビューティマリヤ 1980 黒鹿毛 | 母の母チュウオーマリヤ 1971 黒鹿毛                    | アシヤケイコ                                          | ミネノタケ                                            |                     |
| 母系(F-No.)                     | 7号族(FN:7-c)                                         | 7号族(FN:7-c)                                         | 7号族(FN:7-c)                                         | [ § 3 ]             |
| 5代内の近親交配                 | Lady Angela4×5、Nearco5×5、Hyperion5×5、Fair Trial5×5 | Lady Angela4×5、Nearco5×5、Hyperion5×5、Fair Trial5×5 | Lady Angela4×5、Nearco5×5、Hyperion5×5、Fair Trial5×5 | [ § 4 ]             |
| 出典                            | 1. 2. 3. 4.                                           | 1. 2. 3. 4.                                           | 1. 2. 3. 4.                                           | 1. 2. 3. 4.         |

- 半姉ミホグレースの孫にコスモフォーチュン（2006年北九州記念）、コスモプラチナ（2009年マーメイドステークス）。